# White Tiger (Hector Ayala)
White Tiger (Hector Ayala) és un personatge de ficció que apareix als còmics estatunidencs publicats per Marvel Comics. Va ser creat per Bill Mantlo i George Pérez. Un porto-riqueny, White Tiger va ser el primer superheroi hispà de Marvel. El primer membre de la seva família a sostenir el mantell, Hèctor és l'oncle d'Àngela del Toro i el germà d'Ava Ayala.

## Disseny i creació
Quan es va decidir convertir el White Tiger en el personatge principal de Deadly Hands of Kung Fu, amb els Sons of the Tigers com a personatges secundaris, Bill Mantlo va tenir la intenció de representar adequadament els "barris pobres/ciutats" de la ciutat de Nova York. Creient que, pel fet de ser porto-riqueny, George Pérez tenia un "coneixement íntim" de la vida quotidiana al sud del Bronx durant els anys setanta, es va apropar a l'artista amb la proposta de crear un "personatge que reflecteixi aquella trista realitat". A causa de l'estil monocromàtic de Deadly Hands of Kung Fu, el concepte inicial per al vestit de White Tiger era simplement el vestit de Spider-Man "sense cap detall". Amb aquesta idea, Pérez va dissenyar l'aspecte visual del personatge, per a satisfacció de tots dos, ja que es considerava elegant i funcionava bé dins les limitacions de la paleta.
L'artista va afirmar que Mantlo, amb consciència social, "probablement era més conscient de la importància de crear el primer superheroi llatí" i va descriure el procés de creació de White Tiger com a "orgànic" a causa dels seus antecedents. Pérez va batejar aquest personatge amb el nom d'alguns dels seus “amics del barri”, li va donar una cara que recordava al seu germà David i una mare basada en la seva. L'artista va il·lustrar l'entorn del personatge a partir de les seves pròpies experiències al centre de la ciutat. L'aspecte "alineat" pretenia emfatitzar la paraula "white" (blanc) i adaptar-lo al format, però Pérez més tard es va penedir de no haver afegit ratlles al disseny. El moviment establert a les seves il·lustracions estava compost per arts marcials "exagerades". En tornar a visitar Ayala l'any 2021, Daniel José Older va assenyalar que no posaria en cursiva les paraules "quan [es llisca] endavant i enrere [entre el castellà i l'anglès] sense problemes". L'autor va basar la seva història en un assaig que havia escrit per a The New York Times titulat "Garbage Fires for Freedom: When Puerto Ricon Activists Took Over New York's Streets".

## Història de les publicacions
White Tiger va aparèixer per primera vegada a Deadly Hands of Kung Fu nº 19 (desembre de 1975). El personatge apareix a continuació a The Deadly Hands of Kung Fu nº 20-24 (gener-maig de 1976), nº 26-27 (juliol-agost de 1976), nº 29-32 (Octubre de 1976-gener de 1977), The Spectacular Spider-Man nº 9-10 (agost-setembre de 1977), Human Fly nº 8-9 (abril-maig de 1978), The Spectacular Spider-Man nº 18-21 (maig-agost de 1978, The Defenders nº 62-64 (agost-octubre de 1978), The Spectacular Spider-Man nº 22-23 (setembre-octubre de 1978), nº 25-26 (desembre de 1978-gener de 1979), nº 29-31 (abril-1979). Juny de 1979), nº 51-52 (febrer-març de 1981), Spidey Super Stories nº 57 (març de 1982), Daredevil nº #38-40 (desembre de 2002-febrer de 2003) i Daredevil nº 69 (març de 2005).
White Tiger va rebre una entrada al Official Handbook of the Marvel Universe nº 14. Va aparèixer com a part de l'entrada "Sons of the Tiger" a l' Official Handbook of the Marvel Universe Deluxe Edition nº 12. White Tiger va rebre la seva pròpia entrada a l'Official Handbook of the Marvel Universe Edition nº 11. Ayala apareix al one-shot Marvel's Voices: Comunidades nº 1 (octubre de 2021) en una història titulada "Pa'lante Juntos", mentre que el seu llegat s'explora més en una altra amb Ava anomenada "Legados".

## Biografia del personatge de ficció
Hector Ayala va néixer a San Juan, Puerto Rico. Com estudiant universitari a la Universitat Empire State de Nova York, va descobrir els amulets de tigre que antigament eren usats i llençats pels Sons of the Tiger (Fills del Tigre). Amb els tres amulets, es va transformar en el sobrehumà White Tiger (Tigre Blanc). Va descobrir que portar tots els penjolls alhora augmentava la seva força i li donava una habilitat gairebé sobrehumana en les arts marcials.
En el seu alter ego, Ayala va entrar en acció per primera vegada contra una banda de carrer. Després va lluitar contra el Prowler, que creia que era un assassí. El tigre blanc va lluitar contra el Jack of Hearts que també creia que estava darrere de l'assassinat del seu pare. El Tigre Blanc va lluitar contra els atacants disfressats sense nom del càrtel criminal de la Corporation, que estaven amenaçant la seva germana i Jack of Hearts. Al costat de Jack of Hearts, Shang-Chi i Iron Fist, el White Tiger va lluitar contra Stryke i altres agents de la Corporation, i va saber que el seu germà Filippo estava intentant trobar feina amb Fu Manchu. L'Hèctor es va trobar llavors amb els Sons of the Tiger.
Ayala va ser suplantat pel professor Vasquez i va lluitar contra Spider-Man en la confusió. La identitat secreta d'Ayala va ser exposada públicament més tard en una batalla amb el malvat Lightmaster. Al costat de Spider-Man i Daredevil, després va lluitar contra Masked Marauder, Darter i Carrion. Ayala més tard va ser abatut per Gideon Mace i gairebé el mata. Va ser operat per treure les bales i es va recuperar. Després d'haver adquirit una addicció psicològica i física als amulets del tigre, Hector va abandonar la seva identitat com el White Tiger. Va donar els amulets a un detectiu privat anomenat Blackbyrd, que els va tornar als Sons of the Tiger. L'Hèctor es va traslladar a l'oest amb la seva xicota Holly Gillis.
Al cap d'un temps, la crida a posar-se els amulets i lluitar contra el mal es va fer massa forta i l'Hèctor es va tornar a convertir en el White Tiger. Poc després, Hector va ser acusat injustament d'assassinat i condemnat malgrat els esforços del seu advocat, Matt Murdock (també conegut com a Daredevil). Ayala va ser assassinat a trets intentant escapar, poc abans que apareguessin proves que demostraven tardanament la seva innocència.

### Llegat familiar
Angela Del Toro, neboda d'Hèctor i agent de l'FBI, va heretar els amulets del tigre de jade. Angela va abandonar l'FBI per entendre els amulets, i va ser entrenada en l'ús dels seus poders per Daredevil, convertint-se en l'última persona a assumir la identitat del Tigre Blanc abans de ser assassinada per la Hand i ressuscitada com el seu servent. Després d'haver estat curada per Black Tarantula, es va unir a Daredevil a la Hand.
La germana adolescent d'Hèctor, Ava Ayala, va aparèixer més tard com el nou White Tiger.

## Poders i habilitats
Com el Whiet Tiger, Hector portava els tres amulets de tigre místic (un cap i dues potes), que eren verds en algunes versions i grocs en les altres, del regne extradimensional de K'un-L'un, que eren originalment. portat pels Sons of the Tiger (Abe Brown, Bob Diamond i Lin Sun). Quan portava els amulets, la força física d'Hèctor, la velocitat, la resistència, l'agilitat, la destresa, els reflexos i reaccions, la coordinació, l'equilibri i la resistència es milloraven, tot i que no fins al punt de ser invencible. Els amulets també li conferien l'experiència i les habilitats d'un mestre artista marcial. El White Tiger només posseïa les seves habilitats millorades quan portava els tres amulets de tigre místic, del que els seus enemics es van aprofitar.

## Altres versions
A la realitat de House of M, Hector és capturat per la Brotherhood (Germandat) que amenaça la seva família. Envia la seva família a Amèrica del Sud i envia el seu amulet a Angela Del Toro per correu.
Hector Ayala apareix com a Tigre Blanc a la realitat de MC2.
L'encarnació d'Héctor Ayala de White Tiger apareix a l'episodi de la sèrie de televisió animada Ultimate Spider-Man "Kraven the Hunter". Aquesta encarnació d'Hèctor es representa com el segon tigre blanc i el pare d'Ava Ayala en lloc del seu germà. Després de ser assassinat per Kraven the Hunter, el seu mantell va passar a la seva filla.

## Impacte cultural i llegat

### Recepció crítica i influència
Pel que fa a la presentació del personatge, Ralph Macchio ha afirmat que "als anys 70, era tot un esdeveniment presentar un superheroi hispà, i Hector Ayala, el White Tiger, va estar al capdavant". Després de l'estrena, el personatge va servir d'inspiració per a l'escriptor de The Ibis Dave Schmidtt per reflexionar sobre el paper dels superherois com a eina per a l'escapada, sent inherentment una figura amb el poder de canviar la realitat d'una manera que la gent comuna no pot. Javier Hernández, dibuixant i cofundador de Latino Comic Export, cita Hector Ayala com el primer superheroi amb el qual es va identificar com a llatinoamericà. Barbara F. Tobolowsky i Pauline J. Reynolds subratllen que la inclusió d'Ayala i d'altres personatges a The Amazing Spider-Man va fer que la publicació fos més diversa, però que encara va aprofitar els "estereotips blancs temibles" quan es tractava de les històries de protesta.
El 2016, Jon Huertas va interpretar Hector Ayala en un curtmetratge independent titulat White Tiger, que va ser produït per WestSide Stories Productions. L'actor va assenyalar que era el seu "personatge de Marvel preferit i amb el que sempre m'havia relacionat més", argumentant que el protector va néixer d'una necessitat "que algú desenvolupés un personatge de còmic masculí [hispà] adult". Després de treballar a Marvel's Voices, Older va afirmar que com a "primer superheroi llatí, White Tiger té un estatus tan integral com icònic en la història del còmic" i va comentar la importància de la introducció d'Ayala dient que va omplir el buit dels nens. "creixent com [nerds llatins] sense tenir gent que s'assembli [a ells] a la pàgina i [preguntant] on som?".

### Estudis literaris
A Teaching comics by and about Latinos/as, Frederick Luis Aldama situa la introducció del Tigre Blanc com el moment en què els superherois llatins van rebre aspectes més complexos als seus personatges. També l'enumera entre els superherois llatinoamericans que van formar part del "slipstream" en lloc de ser empesos al corrent principal. El 2018, Marc DiPaolo va argumentar un punt semblant, dient que Héctor Ayala va iniciar una tendència a representar-los més que com estereotips, un patró que va continuar durant la dècada de 1970. Com a part d'una anàlisi en estudis literaris, Santiago Rubiano Velandia conclou que Ayala i altres contemporanis són importants per a l'estudi, ja que perpetuen l'estereotip estatunidenc que els llatins són majoritàriament catòlics devots.
Al quart capítol de All New, All Different? “Guess Who’s Coming to Save You? The Rise of the Ethnic Superhero in the 1960s and 1970s" Allan W. Austin i Patrick L. Hamilton exploren la introducció de White Tiger en el context de superherois de diversos orígens culturals. A Death Representations in Literature: Forms and Theories, Adriana Teodorescu utilitza l'assassinat de la seva família com a cas d'estudi per establir la vulnerabilitat a què s'enfronten els superherois quan es descobreixen les seves identitats secretes.

### Estudis sociològics
Com a primer superheroi llatinoamericà a arribar al corrent principal del còmic nord-americà, el personatge d'Ayala ha estat el focus d'investigació sobre la representació dels hispans als mitjans de comunicació. Un d'aquests exemples és Tigre Blanco, héroe del Barrio!: Living and Dying Latina/o in a Superhero World de Luis Saenz De Viguera Erkiaga, on l'autor examina el context sociològic dels porto-riquenys a Nova York durant la dècada de 1970, com van ser marginats com a un grup i com Hollywood els representava com a estereotips negatius. La caracterització d'Ayala abans de convertir-se en Tigre Blanc no s'escapa d'aquests tòpics, ja que el seu monòleg intern i les expressions vocals es duen a terme de manera bilingüe i se'l representa com a "passiu" i "el fill inútil [de] durs i humils porto-riquenys [que] passen el temps passejant per carrerons foscos tot sols.
Malgrat això, la tendència a parlar en "Spanglish", una combinació d'espanyol trencat (que no reflectia amb precisió el castellà porto-riqueny) i anglès col·loquial, va convertir el personatge en un "pioner per als futurs superherois llatins". En última instància, Sáenz considera que aquesta caracterització no reflecteix amb exactitud la comunitat nuyoricana i és problemàtica, ja que intenta ser "una representació positiva de les minories, malgrat tots aquests problemes [reafirmant així] les opinions hegemòniques sobre els porto-riquenys". Identifica les representacions post mortem del personatge com un intent de convertir aquesta representació en la d'"un model a seguir per als personatges llatins/o [i una] figura honorable i inspiradora" en un esforç per allunyar-se de l'estereotip inicial i tornar-lo a imaginar a partir dels estàndards actuals. A A Choice of Weapons: The X-Men and the Metaphor for Approaches to Racial Inequality, Gregory S. Parks, Matthew Hughey estan d'acord que la representació original del personatge és un reflex dels estereotips nord-americans.